# Esko (entreprise)
Pour les articles ayant des titres homophones, voir Escaut et Escot.
Esko, anciennement EskoArtwork, est une société d’arts graphiques qui produit des logiciels et du matériel prépresse pour les industries des emballages et des étiquettes, de la signalétique et de la PLV, et de l’édition.

## Historique
Esko est le fruit d’une fusion entre Barco Graphics et Purup-Eskofot A/S en 2001. Initialement baptisée Esko-Graphics, la nouvelle société a été renommée Esko en 2006. Depuis l’automne 2005, Esko est détenue entièrement par Axcel A/S, une société danoise de capital-investissement.[réf. nécessaire]
En août 2007, Esko a annoncé son partenariat avec Artwork Systems Group NV (AWS), son principal concurrent sur le marché du prépresse pour l’emballage.Esko avait initialement acquis 76,69 % des actions AWS pour 196 millions d’euros. Enfocus, une marque de logiciels de contrôle en amont et de flux de production PDF initialement acquise par Artwork Systems en 2000, est maintenant une filiale du groupe EskoArtwork.
Pour refléter cette fusion, Esko a changé son nom en EskoArtwork. La société a également choisi un nouveau logo, toutefois très proche visuellement du logo Esko original.
En janvier 2011, 100 % des parts d’EskoArtwork ont été transférées à Danaher. En janvier 2012, la société a repris le nom Esko et son logo a également été actualisé. Esko a acquis CAPE Systems (fournisseur de logiciels de palettisation) en 2013, MediaBeacon (fournisseur de solutions de gestion des ressources numériques) en 2015, et Blue Software, LLC (fournisseur de logiciels de gestion des étiquettes et des maquettes) en 2018.
Le siège social d’Esko est situé à Gand, en Belgique.